# Laura (1976)
Laura (Originaltitel: Laure) ist ein italienisch-französisches Erotik-Filmdrama von Emmanuelle Arsan aus dem Jahr 1976, mit Annie Belle und Emmanuelle Arsan.

## Handlung
In einem Taxi auf den Philippinen teilen sich Laura, die Tochter eines Predigers, und der Hobbyfilmer Nicolas den gerade einzigen freien Platz, woraufhin sie eine Freundschaft beginnen. Kurz darauf stoßen Professor Gualtier Jones Morgan und seine Frau Natalie sowie die Geliebte der beiden Myrte dazu, mit denen zusammen sie zu einer gemeinsamen Vorlesung von Lauras Vater und dem Professor fahren, der von den Mara handelt. Die Mara sind eine alte, einzigartige, fast ausgestorbene Ethnie auf einer in der Nähe liegenden Insel, bei denen Professor Morgan sieben Monate lang gelebt hatte. Jedes Jahr zur Sommersonnenwende vollführen diese Eingeborenen, mit Ausnahme der Alten und sehr Jungen, ein Ritual, durch welches sie ihre alte Identität abstreifen, alles vergessen und zu neuen Menschen mit neuen Namen, neuen Partnern und neuen Fähigkeiten werden.
Nach einigen freizügigen Erlebnissen in und um Manila, die von Nicolas gefilmt werden, vertiefen Laura und er ihre Beziehung durch eine Heirat. Frisch vermählt reisen sie gemeinsam mit Professor Morgan und Myrte zu den Mara ab, wo Laura sich letztendlich dafür entscheidet an dem Ritual teilzunehmen.

## Hintergrund
Produzent Ovidio G. Assonitis behauptete 2007, dass Louis-Jacques Rollet-Andriane Regie bei diesem Film geführt habe und nicht seine Frau Emmanuelle Arsan. Auch das ursprüngliche Skript stammte aus Rollet-Andrianes Feder und war als thematische Fortsetzung der Original-Novellen geschrieben, wurde aber von den Produzenten, wegen zu langer philosophischer Szenen, stark umgeändert. Die Endfassung hat daher nur noch wenig mit den Emmanuelle-Geschichten zu tun.
Laura entstand 1975 und erlebte seine italienische Premiere am 4. Februar 1976. In der Bundesrepublik Deutschland wurde der Film am 2. Juli 1976 erstaufgeführt. Er wurde auch unter dem Titel Emmanuelle für immer gezeigt.

## Kritik
Für das Lexikon des internationalen Films war Laura „Schludrig inszeniert, voll pseudophilosophischem Gerede.“